# Paul Albers (SS-Mitglied)
Paul Albers (* 13. September 1919 in Bonn; † 22. September 2009 in Saarbrücken) war SS-Obersturmführer und wurde in Italien wegen seiner Beteiligung an den Massakern von Marzabotto und Fivizzano als Kriegsverbrecher verurteilt.

## Leben
Albers war drei Jahre lang Mitglied der Hitlerjugend und trat zum 9. November 1937 der SS bei (SS-Nummer 365.816).
Er wurde mehrfach ausgezeichnet, unter anderem mit dem Eisernen Kreuz II. und I. Klasse, und erreichte zum 9. November 1944 in der Waffen-SS als höchsten Rang den eines SS-Obersturmführers.
Am 14. Februar 1943 wurde Albers, der vorher in der Leibstandarte SS Adolf Hitler gedient hatte, zur neu aufgestellten Sturmbrigade Reichsführer SS nach Frankreich versetzt, die im Herbst 1943 zur 16. SS-Panzergrenadier-Division „Reichsführer SS“ erweitert wurde. Er wurde dort im März zum SS-Untersturmführer befördert. Ab Dezember 1943 war Albers bis zur Kapitulation der Division 1945 im Stab der SS-Panzer-Aufklärungs-Abteilung 16 als Abteilungsadjutant und Verbindungsoffizier dem Kommandeur Walter Reder unterstellt. Angehörige dieser Aufklärungsabteilung waren im Bereich der Gotenstellung in Mittelitalien 1944 an zahlreichen Kriegsverbrechen beteiligt.
In seiner Funktion als Adjutant wurde er von seinem Vorgesetzten Reder als nationalsozialistisch überzeugter, strenger und energischer mit Führungsqualitäten ausgestatteter Offizier der Waffen-SS beschrieben. Bei der Operationsplanung war auch der Ib-Feindlageoffizier der Division SS-Obersturmbannführer Helmut Looß anwesend. Albers selbst war mit der Erstellung der Einsatzberichte des Großverbandes betraut, so dass sämtliche Informationen über den Ablauf der Einsätze und der Partisanenbekämpfung bei ihm als Adjutant zusammenliefen.
1950 wurde Albers im Verfahren gegen Walter Reder erstmals als Zeuge verhört. 1960 landete seine Personalakte mit dem Vermerk „vorübergehend archiviert“ im Schrank der Schande und blieb bis 1994 unter Verschluss. Ein Untersuchungsverfahren gegen ihn wurde erst Ende der 1990er Jahre eingeleitet.
2005 erhob die Militärstaatsanwalt La Spezia Anklage gegen Albers und weitere 20 SS-Angehörige wegen Beteiligung und Beihilfe am Massaker von Marzabotto. Albers wurde mit zehn weiteren Angeklagten 2007 in erster Instanz in Abwesenheit zu einer lebenslangen Freiheitsstrafe verurteilt. Das Urteil wurde 2008 vom Appellationsmilitärgerichtshof in Rom in zweiter Instanz bestätigt, gegen das Albers Rechtsbehelf einlegte. Zu einem Verfahren vor dem Obersten Kassationsgerichtshofes kam es allerdings nicht, da Albers vorher verstarb.
In einem zweiten Verfahren wurde Albers 2008 mit weiteren neun von zwölf Mitangeklagten wegen der Beteiligung und Beihilfe an den zwischen dem 19. und 24. August 1944 begangenen Massakern in den Gemeindegebieten von Fivizzano und Fosdinovo vom Militärgerichtshof in Rom zu einer zweiten lebenslänglichen Freiheitsstrafe verurteilt. Das Urteil wurde 2011 in zweiter Instanz vom Appellationsmilitärgerichtshof bestätigt.
Eine Auslieferung oder Anklage erfolgte nach Gesetzeslage der Bundesrepublik Deutschland nicht – sein letzter Wohnort war Saarbrücken.